# Hinrich Eyllertz
Hinrich Eyllertz var en adelsmålare och kyrkomålare verksam under 1600-talet.
Bland Eyllertz offentliga målningar märktes en kostelig, ansenlig och öfer måttan väl utstofferad målning utförd i Källeryds kyrka som bekostades av landshövdingen Magnus Dureel 1675.